# Codal
Codal é uma localidade portuguesa do Município de Vale de Cambra que foi sede da extinta Freguesia de Codal, freguesia que tinha 2,95 km² de área e 946 habitantes (2011), e, por isso, uma densidade populacional de 320,7 hab/km².
A Freguesia de Codal foi extinta (agregada) pela reorganização administrativa de 2013, tendo o seu território sido então criada Freguesia de Vila Chã, Codal e Vila Cova de Perrinho.

## População
| Número de habitantes residentes | Número de habitantes residentes | Número de habitantes residentes | Número de habitantes residentes | Número de habitantes residentes | Número de habitantes residentes | Número de habitantes residentes | Número de habitantes residentes | Número de habitantes residentes | Número de habitantes residentes | Número de habitantes residentes | Número de habitantes residentes | Número de habitantes residentes | Número de habitantes residentes | Número de habitantes residentes |
| ------------------------------- | ------------------------------- | ------------------------------- | ------------------------------- | ------------------------------- | ------------------------------- | ------------------------------- | ------------------------------- | ------------------------------- | ------------------------------- | ------------------------------- | ------------------------------- | ------------------------------- | ------------------------------- | ------------------------------- |
| 1864                            | 1878                            | 1890                            | 1900                            | 1911                            | 1920                            | 1930                            | 1940                            | 1950                            | 1960                            | 1970                            | 1981                            | 1991                            | 2001                            | 2011                            |
| 431                             | 376                             | 354                             | 353                             | 745                             | 756                             | 807                             | 862                             | 568                             | 595                             | 675                             | 849                             | 946                             | 1 025                           | 946                             |

Por alvará de  21/02/1903 a freguesia de Vila Nova de Perrinho passou a fazer parte desta freguesia, voltando a ter autonomia pelo decreto lei nº 30,633 de 6/08/1940
| Distribuição da População por Grupos Etários | Distribuição da População por Grupos Etários | Distribuição da População por Grupos Etários | Distribuição da População por Grupos Etários | Distribuição da População por Grupos Etários | Distribuição da População por Grupos Etários | Distribuição da População por Grupos Etários | Distribuição da População por Grupos Etários | Distribuição da População por Grupos Etários | Distribuição da População por Grupos Etários |
| -------------------------------------------- | -------------------------------------------- | -------------------------------------------- | -------------------------------------------- | -------------------------------------------- | -------------------------------------------- | -------------------------------------------- | -------------------------------------------- | -------------------------------------------- | -------------------------------------------- |
| Ano                                          | 0-14 Anos                                    | 15-24 Anos                                   | 25-64 Anos                                   | > 65 Anos                                    |                                              | 0-14 Anos                                    | 15-24 Anos                                   | 25-64 Anos                                   | > 65 Anos                                    |
| 2001                                         | 167                                          | 163                                          | 585                                          | 110                                          |                                              | 16,3%                                        | 15,9%                                        | 57,1%                                        | 10,7%                                        |
| 2011                                         | 131                                          | 97                                           | 573                                          | 145                                          |                                              | 13,8%                                        | 10,3%                                        | 60,6%                                        | 15,3%                                        |

## Património
- Igreja de São Tiago (matriz)
- Capela de Nossa Senhora de Todas-as-Graças
- Casas dos Negrais, do Paul, das Agras, do Outeiro, do Poeta e do Armental
- Portão na subida para a igreja
- Alminhas
- Via-sacra
- Edifício da escola primária
- Monte Codal